# Schlesischer Busch

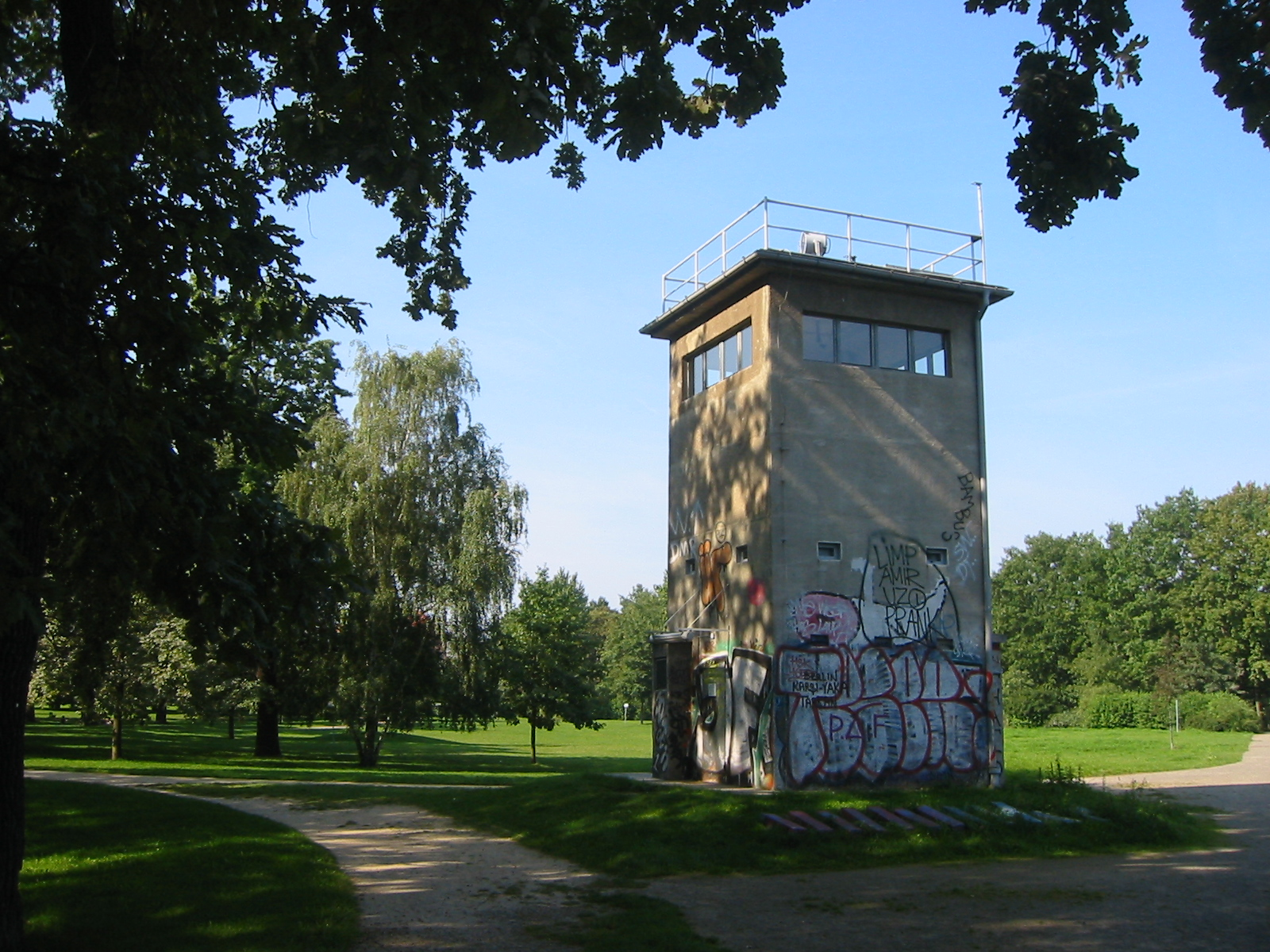
Ehemaliger Wachturm im Schlesischen Busch in Berlin-Alt-Treptow

Der Schlesische Busch ist ein Park im Berliner Ortsteil Alt-Treptow im Straßenkarree Heckmannufer, Jordanstraße und Puschkinallee. Er wird durch den Flutgraben der Oberschleuse des Landwehrkanals von Kreuzberg getrennt.

## Geschichte

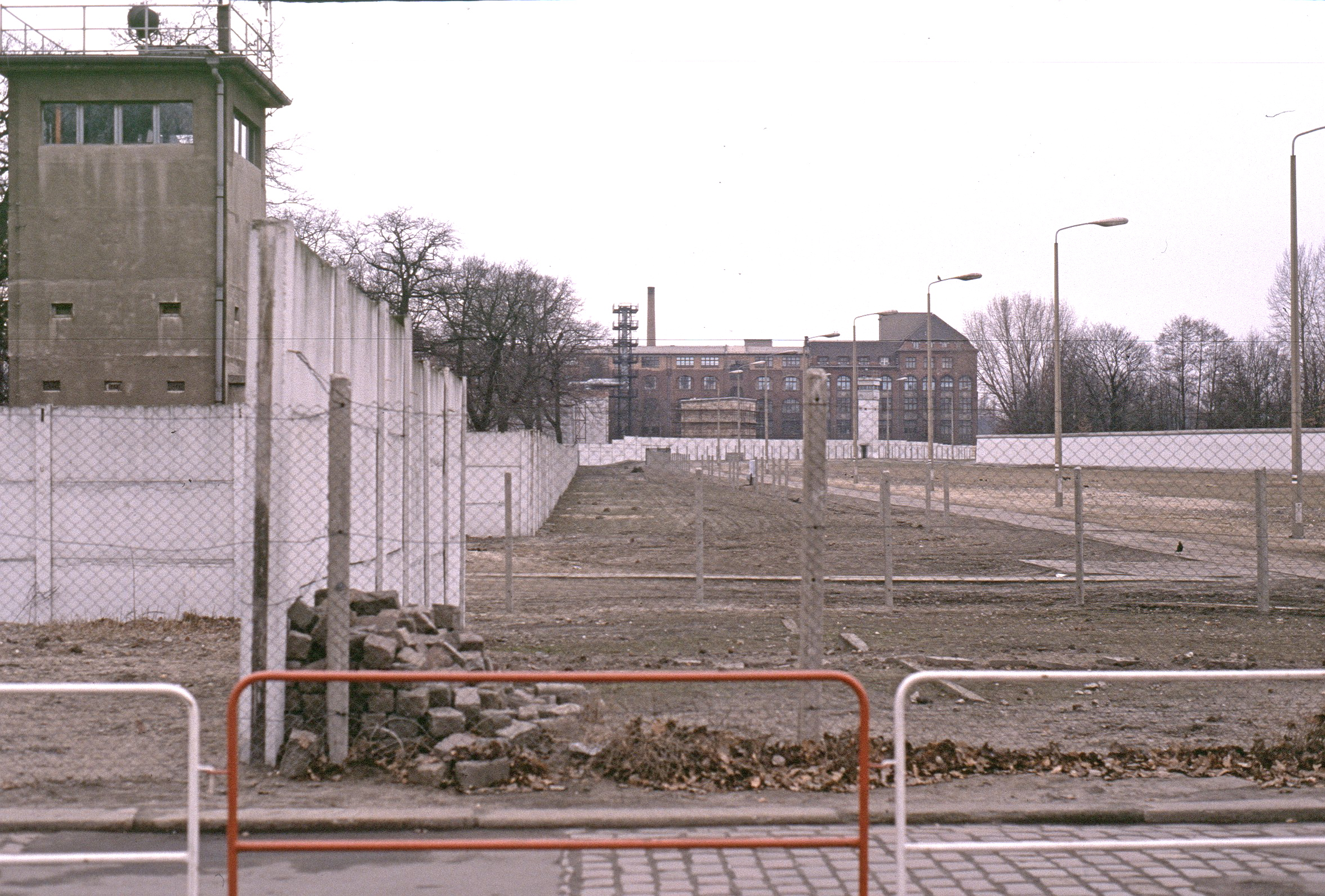
Todesstreifen im Schlesischen Busch, links Hinterlandmauer und Wachturm der „Führungsstelle“, November 1989

Bis Mitte des 19. Jahrhunderts befand sich das Gelände des heutigen Parks noch außerhalb der Berliner Stadtgrenze, die unmittelbar hinter dem Schlesischen Tor begann. Dort befand sich ein Mischwald, der zur Cöllnischen Heide gehörte und als Niederwald genutzt wurde. Daher rührt auch die Bezeichnung „Busch“, die darauf hindeutet, dass stockausschlagfähige Baumarten im Wechsel gefällt wurden, bis eine strauchartige, buschförmige Struktur entstand. 1823 beschloss der Magistrat von Berlin jedoch, die Heide zu roden, um dem Kämmerer Einnahmen zu verschaffen. Trotz heftiger Proteste in der Bevölkerung holzte man bis 1840 rund 3000 Morgen ab. Nur rund 40 Morgen Wald im Gebiet des heutigen Treptower Parks sowie 37 Morgen am Landwehrgraben, einem Verteidigungs- und Entwässerungsgraben vor der Berliner Zoll- und Akzisemauer, blieben erhalten. Der Magistrat erzielte Einnahmen von 99.825 Talern. Von dem alten Baumbestand sind daher heute nur noch wenige Eichen im südöstlichen Teil des Parks erhalten. Nach dem Bau der Berliner Mauer wurde im Juni 1974 ein Grenzstreifen angelegt und der bis dahin bestehende Maschendrahtzaun durch eine Hinterlandmauer ersetzt. Ende der 1970er Jahre entstand die heute noch erhaltene Führungsstelle, ein rund zehn Meter hoher Wachturm. Er steht seit 1992 unter Denkmalschutz und wurde 2004 restauriert. Die Wiedereröffnung fand am 9. November 2004 zum 15. Jahrestag des Mauerfalls statt. Der rund 4,4 Hektar große Park wurde im Jahr 1994 angelegt.

## Bauwerke
Im Park steht ein quadratischer, viergeschossiger Turm der ehemaligen Grenztruppen der DDR. Von hier aus wurden insgesamt 18 Wachtürme sowie die Sicherungsanlagen dieses Abschnitts beaufsichtigt. Es handelt sich um einen von drei noch erhaltenen Wachtürmen der Berliner Mauer im Stadtgebiet. Im Sockel des Turms waren eine Heizung, Telefonleitungen zu den übrigen Türmen sowie technische Anlagen installiert. Neben dem Eingang befanden sich eine Arrestzelle sowie eine Toilette und eine Waffenkammer, darüber ein Aufenthaltsraum für die Wachsoldaten. Die Luken sind mit Eisenklappen ausgestattet, was darauf hindeuten könnte, dass der Turm u. a. auch für die Sicherung der sowjetisch-chinesischen Grenze eingesetzt werden sollte. Andere Quellen besagen, dass der Turm mit den Klappen ein „wehrhaftes Aussehen“ erhalten sollte. Im zweiten Obergeschoss befand sich der mit großen Panoramafenstern ausgestattete Beobachtungsstand („Freiwache“) mit einer Schalttafel der Überwachungsanlage.
Der Turm wurde drei Tage vor dem offiziellen Ende der Grenzkontrollen am 1. Juli 1990 von dem Künstler und Liedermacher Kalle Winkler besetzt und zu einem „Museum für Verbotene Kunst“ umgewidmet. Von 1990 bis 2000 zeigte der Verein Museum der Verbotenen Kunst e. V. Exponate zur Berliner Mauer und Dokumentationen zu Kunstwerken, die in der DDR verboten waren. Zwei Abrissversuche konnte der 1990 gegründete Verein verhindern. Nach dem Tod Winklers im Jahr 1994 arbeitete der Verein unter der Leitung von Doreen Grunert und Roland Prejawa bis 2000 weiter und organisierte Ausstellungen und Veranstaltungen im Wachturm. Danach übernahm der Verein Flutgraben e. V. den Turm und nutzt ihn bis heute für Ausstellungszwecke.
Bis 1995 wurde der ehemalige „Todesstreifen“ in einen Park umgewandelt, seit Herbst 1992 steht der Wachturm unter Denkmalschutz. Seit 2004 betreut der Verein Kunstfabrik am Flutgraben den Wachturm. Im Rahmen der Reihe Letzte Überprüfung realisieren ausgewählte internationale Künstler ortsspezifische Projekte, die sich auf den Wachturm, seine Geschichte und Funktion beziehen. Außerdem wird im Wachturm eine Dokumentation zur Geschichte der Führungsstelle und des Grenzabschnitts Schlesischer Busch angeboten. Der Wachturm ist in den Sommermonaten geöffnet.
Bis 1888 befand sich im Schlesischen Busch vermutlich die Adlermühle aus dem Jahr 1831, die als größte Mühle der Mark Brandenburg galt. Sie steht heute in der Säntisstraße in Mariendorf.